# Trans European Airways
Trans European Airways sprl, comunemente indicata con la sigla TEA, è stata una compagnia aerea belga che operò dal 1971 al 1991. Ebbe la sede centrale nell'edificio 117 dell'aeroporto di Melsbroek, nel quartiere di Steenokkerzeel, Belgio.

## Storia

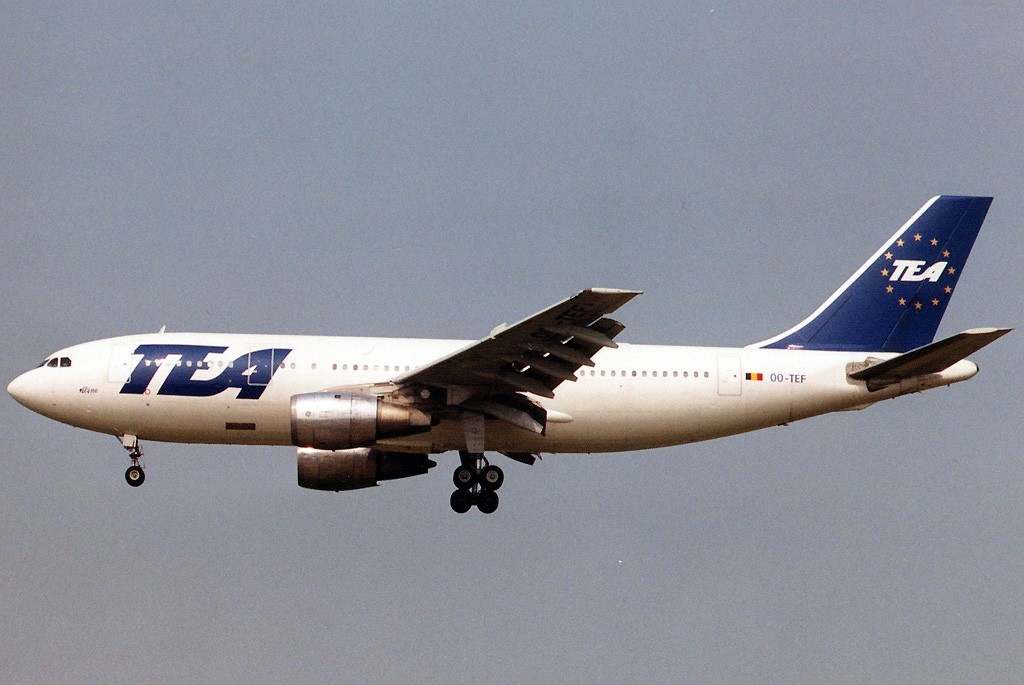
L'unico esemplare di Airbus A.300B1 costruito fu utilizzato fino al 1990.

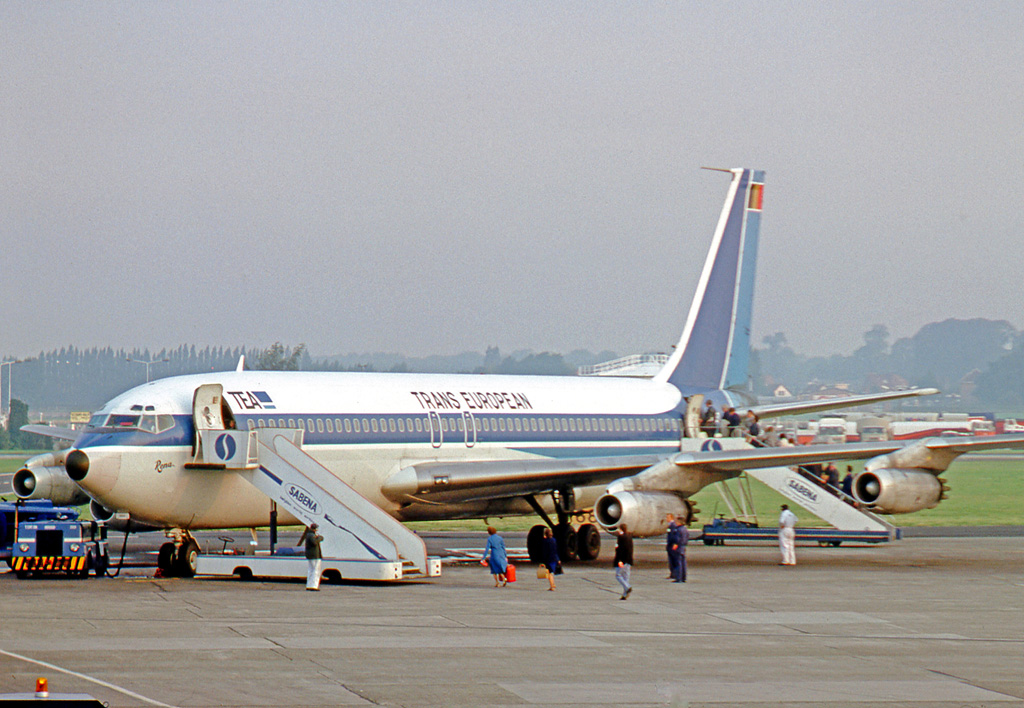
Un Boeing 707 durante una sosta nell'aeroporto Zaventem di Bruxelles.

La società fu fondata nell'ottobre 1970 dal tour operator belga TIFA e da Georges P. Gutelman. I voli iniziarono nella primavera dell'anno successivo con un Boeing 720 acquistato sul mercato dell'usato. Poi, un paio di anni più tardi, furono acquistati altri Boeing 720 e Boeing 707.
TEA fu la prima società ad ordinare e ricevere un velivolo costruito da Airbus: alla fine del 1975 si impossessò dell'unico Airbus A300B1 prodotto, caratterizzato dalla fusoliera più corta e dalla mancanza delle alette ipersostentatrici, che tenne in servizio fino al novembre 1990.
L'aerolinea crebbe, incorporando un Airbus A300 standard ed iniziando ad utilizzare alcuni Boeing 737-200. Successivamente, acquistò il tour operator belga SunSnacks, che aveva contribuito a formare nel 1976, e creò una controllata, TEAMCO (Trans European Airways Maintenance Company) per la manutenzione di aerei sia propri che di altri operatori, tanto civili che militari. L'azienda fu coinvolta nell'operazione Mosè nel 1984-1985, per poi espandersi rapidamente alla fine degli anni '80, formando sussidiarie in Regno Unito (TEA-UK), Francia (TEA-FRANCE), Italia (TEA-ITALY) e Svizzera (TEA-BASEL). Il 10 giugno 1990 furono inaugurati anche alcuni collegamenti regolari di linea. La recessione economica globale all'inizio degli anni '90, in parte a causa della guerra del Golfo, portò alla cessazione delle attività il 27 settembre 1991.
In seguito al fallimento, parti del gruppo diedero origine ad altre compagnie aeree: in breve tempo furono formate European Airlines ed EuroBelgian Airlines (poi Virgin Express) e la direzione della filiale britannica, che in precedenza aveva gestito Orion Airways, andò a formare Excalibur Airways. TEA Switzerland continuò ad operare con successo e fu acquistata da easyJet nel 1997, diventando easyJet Switzerland. Georges Gutelman in seguito fondò CityBird, anch'essa fallita nella crisi dell'aviazione mondiale che seguì gli attacchi dell'11 settembre 2001 a New York.

## Flotta
Sono stati operati i seguenti tipi di aeromobili durante gli anni dell'attività:
- Airbus A300B1
- Airbus A300B4
- Airbus A310-300
- Boeing 707
- Boeing 720
- Boeing 737-200
- Boeing 737-300
- Lockheed L-049 Constellation